# Jun Kusanagi
Pour les articles homonymes, voir Kusanagi (homonymie).
Jun Kusanagi (草凪純, Kusanagi Jun) est le nom d'un mannequin de charme japonais et une Idole de l'AV (Idole des vidéos réservées aux adultes), réputée pour ses mensurations et la taille des bonnets de son soutien-gorge.
Ses multiples apparitions dans les vidéos et les films pornographiques, les albums photos, les périodiques et la télévision, ont fait d'elle une "actrice de la vidéo pornographique extrêmement populaire". Elle est l'une des grandes actrices réputées et à la carrière féconde aussi bien comme mannequin de charme que comme actrice en vidéos pornographiques. Ses scènes de sexe volcaniques et ses performances ont fait d'elle la plus grande légende de la vidéo réservée aux adultes.

## Biographie
Jun Kusanagi est née le 5 juin 1978 à Tokyo Japon. Le terme Japonais "kubire" désignant " le creux de la taille d'une femme" est souvent appliqué à la taille remarquablement étroite et la vaste poitrine de l'actrice,. Kusanagi affirme que sa plastique et l'aspect de son visage sont le fruit de fitness, soins du visage et exercices de gymnastique quotidiens chez elle.

### Débuts dans l'AV
Kusanagi tourne la première de ses nombreuses et « toutes excellentes vidéos pornographiques » en octobre 1996 pour le compte des studios MAX-A sous le nom de Kano Mizuho (加納瑞穂, Mizuho Kano). Elle conserve ce nom pour chacune de ses apparitions dans les vidéos de MAX-A et d'Alice Japan et ce, même lorsqu'elle choisit de s'appeler Jun Kusanagi pour d'autres firmes. Elle s'est également fait appeler Narua Asami (淺海成亞, Asami Narua) et Kirin Junna (純名きりん, Junna Kirin).
Sa première vidéo intitulée Pin Pin Girl (octobre 1996) est qualifiée de "Début sensationnel" (Réalisateur Yuji Sakamoto). Kusanagi tourne cinq autres AVs au cours des six mois suivants suivie d'une autre pour MAX-A au mois de novembre.
Elle signe un contrat avec Alice Japanen en décembre pour être l'actrice principale de quatre autres vidéos. Les deux premières renferment des scènes de sexe mais mettent surtout en valeur son corps mince et sa vaste poitrine,.
Son premier tournage, Obscene Model, chez Alice Japan, est également réalisé par Sakamoto. Cette vidéo pénètre dans un monde imaginaire fait de scènes sado-masochistes et de scènes de massage clitoridien à l'aide d'un vibro-masseur. La silhouette de Kusanagi est à nouveau le centre d'intérêt de la vidéo Body Report (janvier 1997) alors que Sexy Butt (avril 1997) s'attarde sur ses parties intimes au cours de scènes de sexe variées. Quelques bondages, typiques de nombre de VA japonaises, y sont également visibles. La quatrième vidéo de Kusanagi pour la firme Alice Japan, Reverse Soap Heaven, est basée sur des scènes de « soapland »,.
Son ascension au hit-parade de la pornographie est fulgurante. « Sa sexualité volcanique à l'écran et sa beauté » en font une actrice de premier plan dans l'industrie du genre. Après avoir réalisé six vidéos, Kusanagi se tourne vers la profession de modèle photographique. En adieu, Alice Japan édite, en juillet 1997, une compilation de scènes vidéos intitulée Mizuho Kanou Forever,.
Il semble que, peu de temps après avoir arrêté les tournages, Kusanagi a subi quelques soins dentaires destinés à redresser ses dents comme le montrent ses portraits dans les albums photos et revues sur papier glacé. Kusanagi pose pour le premier de ses cinq albums photos, Queen Bee, sous son nom d'emprunt Narua Asami. Il paraît en août 1997. Plusieurs photographies sont diffusées ensuite dans diverses revues et sous le même nom.

### Premier retour à l'industrie pornographique
Kusanagi revient à la scène sous le nom de Mizuho Kano avec la sortie de Big Tits Rebirth produit par Alice Japan au mois de mars 1998,. Elle interprète ensuite une vidéo mensuelle pendant dix-huit mois. Lors de son retour à l'industrie du film pornographique, un critique fait remarquer que « son corps est maintenant plus mûr et plus mystérieux ».
Eichi Publishing demande à Kunasagi de poser pour son deuxième album photo, Kubire. Il est mis à la disposition du public au mois d'avril 1998. Le nom de Kusinagi paraît pour la première fois. Par la suite, elle tournera ses vidéos pour Alice Japan en tant que Mizuho Kano mais s'appellera désormais Jun Kusanagi lorsqu'elle travaillera pour d'autres firmes, qu'elle fera des photos destinées aux magazines ou lorsqu'elle pose pour l'éditeur Eichi. Le deuxième album de ses photographies, Kubire 2, est mis en vente au mois de décembre 1998.
Les vidéos de Kusanagi utilisent plusieurs astuces parmi celles appréciés par le public de l'époque, y compris le sado-masochisme,, le cosplay,,, la vidéo documentaire qu'elle a filmée dans son propre appartement.
Deux autres de ses vidéos rédigées dans le style documentaire s'adressent directement au spectateur: dans Home Delivery Soapland, Kusanagi invite le « malheureux spectateur qui regarde la vidéo en solitaire » à la rejoindre chez elle. Lors de la deuxième vidéo, les admirateurs de Kusanagi sont invités à lui donner la réplique par le biais d'Internet. Le gagnant partagera avec l'actrice la vedette de la vidéo Saint Lady Molester dont la sortie est prévue au mois de janvier 1999.
Dans la vidéo tournée pour Alice Japan en février 1999, Super Horny Monsters Legend 3, Kusanagi a pour partenaire Mai Shiina une autre actrice d'AV dotée d'une poitrine généreuse.

### Second départ et nouveau retour devant la caméra
En août 1999, nouvel adieu de Kusanagi à l'industrie du cinéma pornographique. Elle réalise, Jun, un deuxième album photos; puis pose dans le plus simple appareil pour un calendrier de l'an 2000. Deux ans plus tard, elle travaille avec Kim Mizuno, le photographe de Playboy, à la production de Dangerous Curve, un autre album photo cartonné de 80 pages paru en avril 2001. Les photographies de ce livre sont intitulées « rendez-vous avec le meilleur travail de Kim ». Sur ces photos, Kusanagi paraît avoir considérablement maigri depuis l'époque de ses vidéos. Le bruit court avec insistance qu'elle aurait souffert d'une anorexie mentale
Dans son journal intime, elle écrit avoir l'impression que sa carrière est brisée. Ce peut être dû à des décisions malencontreuses associées au fait qu'elle a atteint la première place dans l'industrie de l'AV très rapidement. Quoi qu'il en soit, elle se retire de la vie publique une nouvelle fois au cours du premier semestre 2000. Alice Japan, Atlas21 et MAX-A mettent sur le marché des compilations de scènes tirés de ses précédentes vidéos ainsi que des rééditions de ses anciens films.
En juillet 2003, Kusanagi tente de relancer sa carrière en s'expatriant à Taïwan en compagnie de deux autres actrices connues: Ai Iijima et Madoka Ozawa. Elle se montre au World Trade Center de Taipei mais sa présence dans le pays crée une polémique car il est dit qu'elle travaille sans permis de séjour. Elle est contrainte de partir dès le deuxième jour de sa tournée qui doit durer trois jours. L'agence de Kusanagi à Taïwan a beau affirmer qu'elle n'a posé que pour quelques photos et que le but de son séjour est de faire du « shopping » et de rendre visite à ses admirateurs, les journaux Chinois locaux affirment qu'elle a été payée,.
En mai 2006, dix ans après avoir débuté dans la pornographie, elle parait dans un DVD intitulé Comeback!! Queen of Kubire Jun Kusanagi (復活！！くびれの女王 草凪純) produit par la société Crystal-Eizou. Le numéro du périodique Urecco daté du mois de juin publie un article concernant le retour de Kusanagi au monde de l'industrie pornographique. Kusanagi interprète encore diverses vidéos après ce second retour: plusieurs du genre « femme d'âge mûr » (encore appelées « madame ») ou de MILF pour le compte de Madonna, celles incluant un acte sexuel complet à l'écran et un viol simulé pour Attackers ou encore celles contenant des scènes de sexe interracial (Black Men And Promiscuity) pour Moodyz.
Kusanagi pose dans les pages de Playboy et Penthouse ce qui est peu commun pour une actrice japonaise de la pornographie et témoigne de la réussite inhabituelle d'un mannequin de charme japonais.
Kusanagi est également la vedette de plusieurs émissions télévisées japonaises dont Gilgamesh Night et l'émission de variétés Tonight 2 (トゥナイト2) diffusée par les antennes de TV Asahi. La carrière couronnée de succès de Jun Kusanagi a fait d'elle « one of the legends of AV (une des légendes de la vidéo pornographique), ».
Après une tentative infructueuse dans le métier d'effeuilleuse, Jun Kusanagi exerce, depuis 2013, la profession d'hôtesse au Club Lucy, un hostess club situé dans le quartier Roppongi de Tokyo,.

## Filmographie (partielle)
| Titre du film | Producteur          | Réalisateur       | Parution                                   |
| --- | ------------------- | ----------------- | ------------------------------------------ |
| Pin Pin Girl | MAX-A               | Yuji Sakamoto     | 25 octobre 1996                            |
| Body Play: Intoxication of Eros 肉体遊戯 | MAX-A               | Sara Kirazuki     | 25 novembre 1996                           |
| Obscene Model/Y-Setsu Model 猥褻モデル | Alice Japan         | Yuji Sakamoto     | 27 décembre 1996                           |
| Body Report ボディ白書 | Alice Japan         | Kyosuke Murayama  | 25 janvier 1997                            |
| Sexy Butt 女尻 Mejiri | Alice Japan         | Kyosuke Murayama  | 30 avril 1997                              |
| Reverse Soap Heaven 逆ソープ天国 | Alice Japan         | Marayuki Narise   | 30 mai 1997                                |
| Mizuho Kanou Forever 加納瑞穂 フォーエバー | Alice Japan         |                   | VHS: 4 juillet 1997 VCD: 21 novembre 1997  |
| Reverse Soap Heaven: Private Party 逆ソープ天国} | Alice Japan         | Marayuki Narise   | 12 décembre 1997                           |
| Reverse Soap Heaven: Erect 5 逆ソープ天国 | Alice Japan         |                   | 19 décembre 1997                           |
| 巨乳転生 Kyonyu Tenshou | Alice Japan         | Kyosuke Murayama  | 13 mars 1998                               |
| Big Tits Dynamite 巨乳ダイナマイト | Alice Japan         | Jin Shomaru       | 10 avril 1998                              |
| Tits-Nyuton 乳tNYUTON | Alice Japan         |                   | 15 mai 1998                                |
| G-Cup Danger! G-Cup Kiken! | Eichi Publishing    |                   | mai 1998                                   |
| Passionate Lip 激唇 | Atlas21             | Masahito Ishioka  | 30 juin 1998                               |
| Legend Of An AV Idol AV アイドル伝説 | Atlas21             | Hidekazu Takaharu | 25 juillet 1998                            |
| NEO Bloody Uniform Connection 43 NEO 出血大制服 43 | Atlas21             |                   | 25 août 1998                               |
| Female Ass 女尻 Mejiri | Alice Japan         |                   | 25 septembre 1998                          |
| Home Delivery Soapland 宅配ソープでございます | Atlas21             | Sun Matsui        | 30 septembre 1998                          |
| Kubire 2 | Eichi Publishing    |                   | 1998                                       |
| GTO | Eichi Publishing    |                   | novembre 1998                              |
| Saint Lady Molester 聖痴女 | Alice Japan         | Sho Takaki        | 22 janvier 1999                            |
| NEO Bloody Uniform Connection DX NEO出血大制服DX | Atlas21             |                   | 15 février 1999                            |
| Super Horny Monsters Legend 3 超淫獣伝説III | Babylon/Alice Japan | Yuji Sakamoto     | VHS: 26 février 1999 DVD: 23 juillet 1999  |
| Inhumanity 人間廃業 | Alice Japan         | Kunino Nagayagawa | 26 mars 1999                               |
| New Secretary 24 | Cher                |                   | 25 mai 1999                                |
| Inhumanity Vol. 3 人間廃業ファイルVol.3 | Alice Japan         |                   | 3 juillet 1999                             |
| Body Language ボディランゲージ | Atlas21             |                   | 15 octobre 1999                            |
| Inhumanity Files '99 人間廃業ファイル'99 | Alice Japan         |                   | 24 décembre 1999                           |
| Obscene Model REMIX 猥褻モデル REMIX | Alice Japan         |                   | 11 février 2000                            |
| Home Delivery Soapland PREMIUM 2 宅配ソープでございます | Atlas21             |                   | 17 mars 2000                               |
| Obscene Model - Wet 5 猥褻モデル ヌルヌル5 | Alice Japan         |                   | 22 septembre 2000                          |
| ATLAS MEGA-MIX vol.#2 アトラス MEGA-MIX II | Atlas21             |                   | 17 novembre 2000                           |
| MAX-A Anniversary | MAX-A               |                   | VHS: 24 novembre 2000 DVD: 19 janvier 2001 |
| NEO Bloody Uniform Connection Final NEO出血大制服 完全版1 | Atlas21             | Tsukasa Hashimoto | 17 janvier 2001                            |
| Mizuho Kano DX 加納瑞穂DX | MAX-A               |                   | 2 mars 2001                                |
| THE NEO UNIFORM CONNECTION Complete Edition Vol. 1 NEO出血大制服完全版 VOL.1                                                                                          | Atlas21             |                   | 16 mars 2001                               |
| BIG BUST CLUB | Atlas21             | Tsukasa Hashimoto | 13 avril 2001                              |
| Home Delivery Soapland PREMIUM 宅配ソープでございます PREMIUM | Atlas21             |                   | 9 septembre 2001                           |
| Mizuho Kano Special 加納瑞穂スペシャル | Alice Japan         |                   | 28 septembre 2001                          |
| The Neo Uniform Collection No Cut Vol.5 NEO出血大制服ノーカット Vol.5                                                                                                 | Atlas21             |                   | 30 septembre 2001                          |
| Uncut-4 hours!! Mizuho Kano ノーカット4時間！！加納瑞穂 | Alice Japan         |                   | 19 décembre 2003                           |
| Uncut 4 Hours!! Mizuki Kano 2 ノーカット4時間！！加納瑞穂 2 DVD contenant également Big Tits Dynamite, Tits- NYUTON-NYUTON, Reverse Soap Heaven & Saint Lady Molester | Alice Japan         |                   | 14 mai 2004                                |
| CLUB-MAX / Mizuho Kano CLUB-MAX 加納瑞穂 DVD contenantt également Pin Pin Girl & Body Play                                                                            | MAX-A               |                   | 28 novembre 2004                           |
| Superior スペリオール DVD contenant également Passionate Lip, Legend Of An AV Idol & Home Delivery Soapland                                                           | Atlas21             |                   | 25 décembre 2004                           |
| Fetish Mode | Grace               |                   | 25 août 2006                               |

### Titres probables mais non confirmés
- Body Play II (novembre 1996)
- Over The Night (octobre 1998)
- The Extreme Fuck (novembre 1998)
- Cover Girls 2 (février 1999)
- Excellent Double Bomb III (février 1999)
- Resurrection Of A Super Idol (mai 2006)
- First time - Jun Kusanagi (13 septembre 2006)
- Hyper Digital Mosaic Vol.040 (1er octobre 2006)

## Albums photos
Liste d'albums photos.

### Photographiée seule
| Album           | Photographe      | Producteur       | Parution                       |
| --------------- | ---------------- | ---------------- | ------------------------------ |
| Queen Bee       | Ryoichi Ochiai   | Kaiosha          | août 1997                      |
| Kubire          | Hiroyoshi Saiki  | Eichi Publishing | avril 1998 réédité en mai 1998 |
| Kubire 2        | Shinji Hosono    | Eichi Publishing | décembre 1998                  |
| Jun             | Shoken Takahashi | Futaba-sha       | août 1999                      |
| Dangerous Curve | Kim Mizuno       | MZ Productions   | avril 2001                     |

### Photographiée parmi d'autres actrices
| Album                     | Photographe    | Producteur            | Parution      |
| ------------------------- | -------------- | --------------------- | ------------- |
| Nude Miyazawa 2           | ?              | Miyazawa Masaaki      | octobre 1998  |
| Erovogue                  | Shinchosha     | Ryosuke Handa         | décembre 1998 |
| Chinkame                  | Takarajima-sha | Keisuke "Ching" Naito | novembre 2000 |
| Venus of the 20th Century | Shueisha       | Weekly Playboy        | décembre 2000 |

### Sources
- (en) Chang, Yun-Ping « Porn star subject of growing probe », Taipei Times, 5 juillet 2003 (consulté le 4 août 2007);
- (en) « Forever Mizuho (Interview) »(Archive.org • Wikiwix • Archive.is • Google • Que faire ?), xxx.xcity.jp (consulté le 19 mai 2007);
- (en) Lee, J. « Biography », www.asian-sirens.com, 9 mai 2006 (consulté le 19 mai 2007);
- (en) « Japanese adult-video star's shows banned over permit », The China Post, 5 juillet 2003 (consulté le 2 février 2008);
- (ja) « 純名きりん (Junna Kirin) », JMDB (consulté le 15 mai 2007);
- (ja) « 加納瑞穂 - Kanou Mizuho »(Archive.org • Wikiwix • Archive.is • Google • Que faire ?), 'Web I-dic' (Idol Dictionary) (consulté le 14 mai 2007);
- (ja) « 草凪純 - Kusanagi Jyun »(Archive.org • Wikiwix • Archive.is • Google • Que faire ?), 'Web I-dic' (Idol Dictionary) (consulté le 14 mai 2007);
- (ja) « Mizuho Kanou: 15 naughty questions; A Maniac course », xxx.xcity.jp (consulté le 19 mai 2007);
- (en) « Mizuho (Kanou Mizuho) », AV Idol Directory (consulté le 15 mai 2007).